# 빅토르 악셀센
빅토르 루나게르 악셀센(덴마크어: Viktor Lundager Axelsen, 1994년 1월 4일~)은 덴마크의 배드민턴 선수이다. 청소년 선수 시절에 2010년 세계 주니어 선수권 대회에서 유럽 선수 최초로 단식 금메달을 획득하며 두각을 드러냈으며, 2020년 하계 올림픽에서 남자 단식 금메달을 획득하며 유럽 선수로는 두 번째로 올림픽 남자 단식 금메달을 획득했다. 이후 2024년 하계 올림픽에서도 남자 단식 금메달을 획득하여 올림픽 2연패를 달성했다.

## 개인사
덴마크 여자 배드민턴 선수인 나탈리아 코크 로데와 연인 관계이며 2020년 두 사람 사이에서 딸이 태어났다.